# 陳巽言 (嘉靖舉人)
陳巽言（16世紀—16世紀），字汝說，江西袁州府宜春縣人，明朝政治人物。

## 生平
陳巽言見識廣博，以道學為己任，是嘉靖二十五年（1546年）丙午科江西鄉試舉人，授宜興教諭，為人方正自持、不苟取予，陞上杭知縣，清操端重不阿附上級，調維摩州知州，以供養雙親辭官，他生平孝友，廉能而寡慾，講學主旨為性命良知，著有《陽明先生摘要》。

## 引用
1. 1 2  同治《宜春縣志·卷八·人物志》：陳巽言，字汝說，嘉靖丙午舉人，博物洽聞，卓然以道學為己任，教諭宜興，轉上杭知縣，清敕端重不阿當路，續轉維摩知州，以吿養歸，生平孝友，廉能寡慾，講學以性命為宗，以致良知為主，士多師之，著有《陽明先生摘要》一卷。
2. ↑  光緒《重刊宜興縣舊志·卷五·厯代職官考》：陳巽言，宜春人，嘉靖間宜興教諭，方正自持、取予不苟，遷上杭知縣。 參節王升舊志